# Öveges József-díj (Budapest II. kerülete)
Az Öveges József-díj Budapest Főváros II. Kerületének Önkormányzata által 2013 novemberében alapított és adományozott díj, amely azoknak a pedagógusoknak és intézményvezetőknek adható, akik a kerületben működő köznevelési intézményben kiemelkedő eredményt értek el a gyermekek és tanulók nevelésében-oktatásában, továbbá munkájukkal és életükkel példát mutatnak a kerületi fiatalok számára.
A díj minden tanév végén, június hónapban kerül átadásra. Egy alkalommal legfeljebb 5 személynek adományozható, akik közül csak egy lehet intézményvezető.
A díjat Öveges József piarista fizikatanárról nevezték el, aki élete utolsó évtizedeiben a Víziváros II. kerülethez tartozó részén, a Varsányi udvarban lakott.

## Külső hivatkozások
- Budapest Főváros II. Kerület Önkormányzata
- 2024-ben adományozott plakett